# هیدروکسید قلع (II)
هیدروکسید قلع(II) (به انگلیسی: Tin(II) hydroxide) با فرمول شیمیایی Sn(OH)۲ یک ترکیب شیمیایی است. که جرم مولی آن 152.73 g/mol می‌باشد. 